# Chemin Sortie Vallée Blanche
Ne doit pas être confondu avec Vallée Blanche (itinéraire).
Le chemin Sortie Vallée Blanche est un sentier de randonnée de France situé en Haute-Savoie. Il relie Chamonix à la Mer de Glace juste en aval du Montenvers, dans le massif du Mont-Blanc. Il est la voie d'accès privilégiée pour les alpinistes du massif du Mont-Blanc transitant par la Mer de Glace et redescendant à pied à Chamonix. Il doit son nom à l'itinéraire de la Vallée Blanche situé en amont même si la majorité des skieurs qui le réalisent n'empruntent pas le chemin mais le train à crémaillère pour redescendre dans la vallée.

## Tracé
Le sentier débute sur la rive gauche de la Mer de Glace, juste en aval du Montenvers. Il constitue l'unique point de passage pédestre entre la vallée de Chamonix et la Mer de Glace et de ce fait reçoit les alpinistes qui convergent depuis les secteurs de Talèfre, de Leschaux et du Tacul. En aval du Montenvers, au sud des terrasses d'observation ou au niveau de la grotte de glace, deux sentiers quittent le glacier et se rejoignent rapidement pour passer sous la gare terminus du train à crémaillère, le Temple de la Nature, l'hôtel et le Grand Hôtel du Montenvers, à flanc de montagne et survolé par l'ancienne télécabine de la Mer de Glace jusqu'à son démontage en 2023. Un sentier latéral permet de rejoindre le Montenvers au niveau de la galerie des Cristaux.
Au niveau des rochers des Mottets au nord du Montenvers, le sentier quitte la Mer de Glace et ses lacs pour obliquer vers le sud-ouest et entrer dans la vallée de Chamonix. Progressant à flanc de montagne dans la forêt sur l'ubac des aiguilles de Chamonix, sous le train à crémaillère et le chemin du Montenvers et au-dessus de l'Arveyron, il recoupe le chemin de la Filia puis arrive à Chamonix au niveau des Planards lorsqu'il rejoint le chemin du Montenvers.
Malgré son importance pour les alpinistes, notamment lorsque le chemin de fer du Montenvers ne fonctionne pas, le chemin Sortie Vallée Blanche ne fait partie d'aucun itinéraire de randonnée même s'il est fléché.